# Dolf Arends
Adolf Joannes Jacobus Maria (Dolf) Arends (Nijmegen, 24 juni 1916 – aldaar, 21 augustus 2007) was een Nederlands politicus van de KVP en later het CDA.
In 1947 werd hij de gemeentesecretaris van de Gelderse gemeente Gendt. Toen Jo van der Meulen, burgemeester aldaar, op 1 maart 1960 met pensioen was gegaan werd Arends benoemd tot burgemeester van die gemeente. In januari 1971 volgde zijn benoeming tot burgemeester van Wijchen wat hij tot zijn pensionering in 1981 zou blijven. Hij werd gedecoreerd tot officier in de Orde van Oranje Nassau. Hij was gehuwd met Ethy Braam; dochter van Hendrik Braam.